# Aparicio Saravia

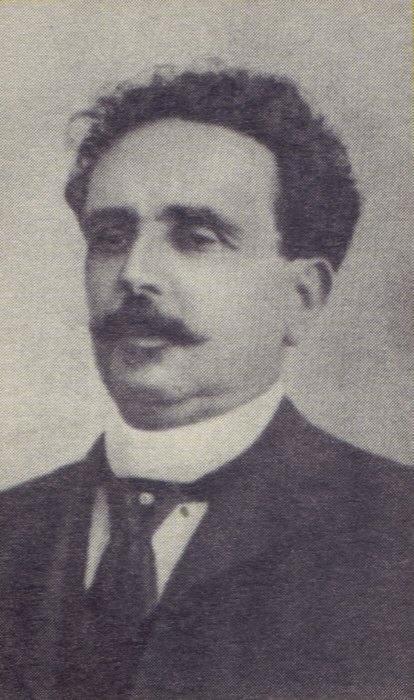
Aparicio Saravia

Aparicio Saravia da Rosa (* 16. August 1856 in Pablo Páez nahe Santa Clara de Olimar im Departamento Cerro Largo, Uruguay; † 10. September 1904 in Carovi, Brasilien) war ein uruguayischer Militär und Politiker.
Aparicio Saravia wurde als viertes von insgesamt dreizehn Kindern des Brasilianers Francisco Saraiva und der Propicia Da Rosa geboren. Bereits im Alter von 14 Jahren nahm er in den Jahren 1870 bis 1872 an der gegen die Regierung von Lorenzo Batlle gerichteten Revolución de las Lanzas teil. Er war Mitglied der Partido Nacional und im uruguayischen Bürgerkrieg 1903/04 Revolutionsführer (Caudillo) der Blancos gegen die Colorado-Regierung. Zudem war er gemeinsam mit seinem Bruder Gumercindo Saravia in der riograndensischen Revolutionsbewegung des Jahres 1893 engagiert. Saravia starb am 10. September 1904 um 13.35 Uhr auf einer brasilianischen Estancia an den Folgen eines von rechts nach links seinen Körper durchquerenden Bauchschusses, den er in der Schlacht von Masoller am 1. September 1904 erlitten hatte. Sein Ur-Ur-Enkel Villanueva Saravia (1964–1998) war ebenfalls als Politiker tätig.